# 李阜棣
李阜棣（1930年—），男，湖南益阳人，中国土壤微生物学家，曾任华中农业大学教授、博士生导师。